# Stanisław Kozierski

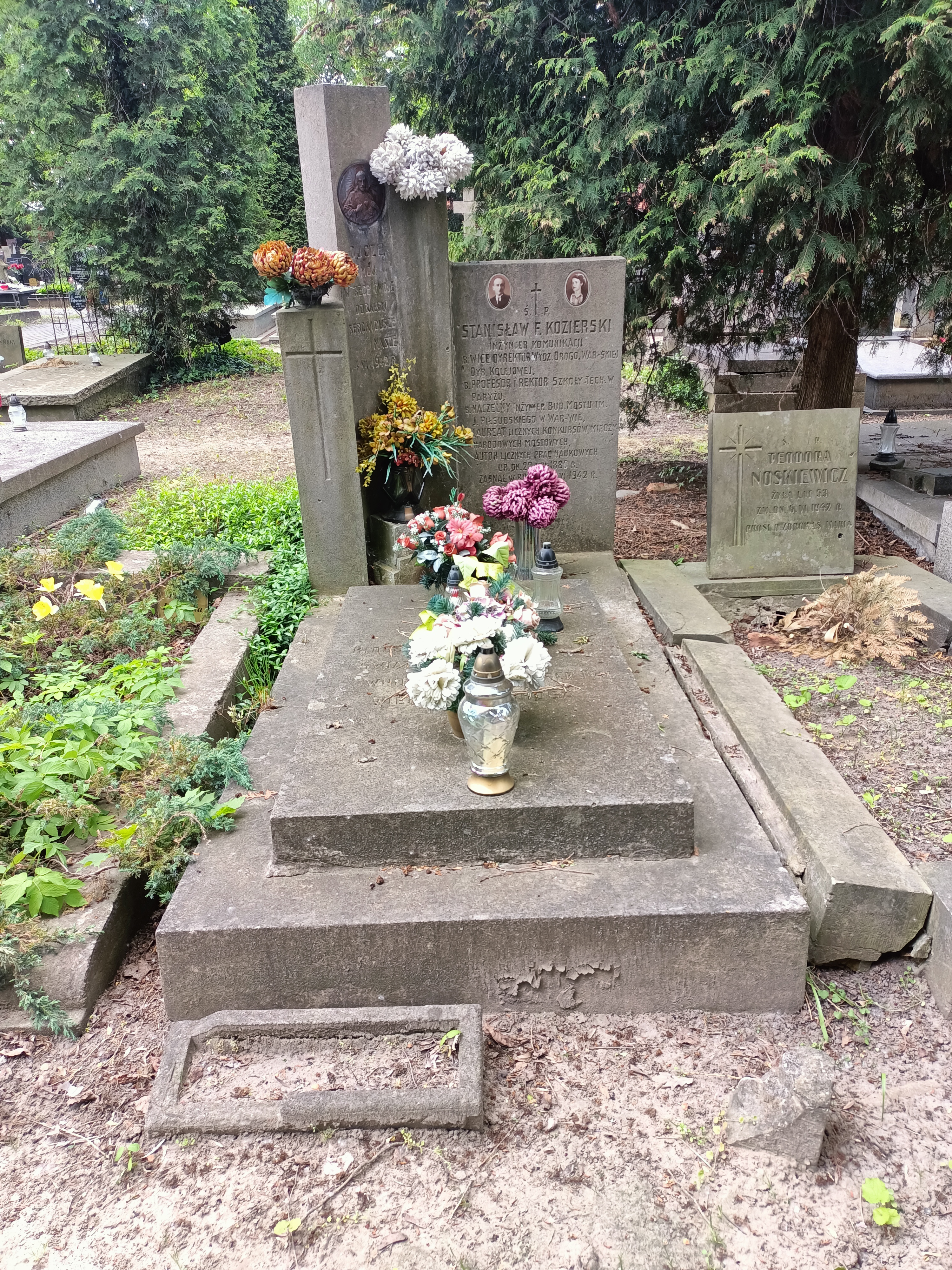
Grób Stanisława Kozierskiego na Cmentarzu Powązkowskim w Warszawie

Stanisław Feliks Kozierski (ur. 22 sierpnia 1880 w Warszawie - zm. 4 czerwca 1942 tamże) – polski inżynier, budowniczy i projektant mostów.

## Życie
Ukończył ze złotym medalem gimnazjum rządowe na Pradze w Warszawie (1898).Studiował na Wydziale Fizyko-Matematycznym Uniwersytetu Warszawskiego (1898-1899) i Instytucie Inżynierów Komunikacji w Petersburgu (1899-1904) który ukończył z dyplomem inżyniera.
Po studiach powrócił do Warszawy, gdzie w latach 1904 -1910 brał udział w projektowaniu i budowie Mostu im. ks. J. Poniatowskiego w Warszawie. W tym czasie publikował szereg artykułów na temat budowy mostów w "Przeglądzie Technicznym" (zob. niżej). Przesłał na konkurs swój projekt 3-przęsłowego stalowego mostu drogowego ogólnej długości 164 m przez Niemen w Grodnie. Konkurs wygrał i most został w 1909 r. oddany do ruchu publicznego. Brał także czynny udział w pracach Stowarzyszenia Techników Polskich, w 1909 delegowany przez magistrat miasta Warszawy do Komitetu nadzoru nad brukami miejskim. Uczestniczył też w pracach nad polskim słownikiem technicznym. W latach 1909–1910 był wykładowcą Wydziału Technicznego Towarzystwa Kursów Naukowych.
Następnie w latach 1910-1914 pracował przy budowie następujących mostów w Rosji: zwodzonego mostu Pałacowego przez Newę w Petersburgu, w Rostowie nad Donem, na Oce pod Muromem - gdzie był zastępcą naczelnika budowy oraz na Dnieprze w Jekaterynosławiu. Później w latach 1914-1916 był zastępcą Ignacego Ciszewskiego, naczelnika budowy mostu na Wołdze pod Symbirskiem, a następnie naczelnikiem budowy kolei Armawir-Tuapse na Kaukazie.
Po powrocie do kraju w październiku 1918 był zastępcą dyrektora wydziału drogowego Dyrekcji Warszawskiej Kolei Państwowych (1918-1919). W latach 1920–1921 uzupełniał wykształcenie we Francji - studiując w École des Pons et Chausées. W 1921 wygrał konkurs na projekt stalowego mostu długości ok. 2 km przez Rzekę Żółtą w Chinach. Most miał być zbudowany, ale sytuacja polityczna w Chinach uniemożliwiła budowę. Następnie był dyrektorem oddziału francuskiej firmy "Brossard et Maupin" w Hajfongu w Indochinach (1921-1922), gdzie zbudował 3-kilometrową estakadę do transportu węgla. Następnie w latach 1923-1925 zbudował Centrum Misyjne Jezuitów w Tiencinie w Chinach. Następnie  pracował w Stanach Zjednoczonych (1926-1927) i we Francji (1927-1930) gdzie założył wyższą uczelnię techniczną dla emigrantów. Brał udział w międzynarodowym kongresie betonu i żelbetu w Liegie (1930).
Pod koniec 1930 powrócił do Warszawy. W latach 1932–1936 kierował opracowaniem projektu stalowej konstrukcji Dworca Głównego w Warszawie. W 1936 z ramienia STP członek komisji konkursowej Zarządu Miasta Warszawy na budowę nowego mostu im. marszałka Józefa Piłsudskiego w rejonie ulicy Karowej. Po wygraniu w 1937 przez projekt Tadeusza Kłodnickiego był kierownikiem biuro projektu mostu im. marszałka Józefa Piłsudskiego (1937-1939). Publikował także artykuły do "Wiadomości Drogowych". Pochowany na Cmentarzu Powązkowskim w Warszawie (kwatera 128).

### Publikacje Stanisława Kozierskiego
- Tablice pomocnicze do obliczania dźwigarów mostów kolejowych w zastosowaniu do nowego typu pociągu normalnego rosyjskiego - "Przegląd Techniczny" 1907
- Nowsze mosty kolejowe w Ameryce Północnej, - "Przegląd Techniczny" 1909
- Z robót przy budowie nowego mostu miejskiego na Wiśle w Warszawie - "Przegląd Techniczny" 1909
- Próby statyczne pilonu Compressol, - "Przegląd Techniczny" 1909
- Most na Niemnie w Grodnie, - "Przegląd Techniczny" 1910
- Le ponts hier, aujourd'hui et demain, Paris 1938
- Estetyka nowoczesnych mostów, Warszawa 1938
- [wraz z Stanisławem Kunickim] Niemiecko-rosyjsko-polski słownik techniczny budowlano-komunikacyjny, Warszawa 1942

## Życie prywatne
Urodził się w rodzinie inteligenckiej, syn księgowego Wincentego. Ożeniony z Heleną (1878-1968), mieli syna też inżyniera i profesora Politechniki Warszawskiej Józefa (1904–1987)